# Virginia Lago

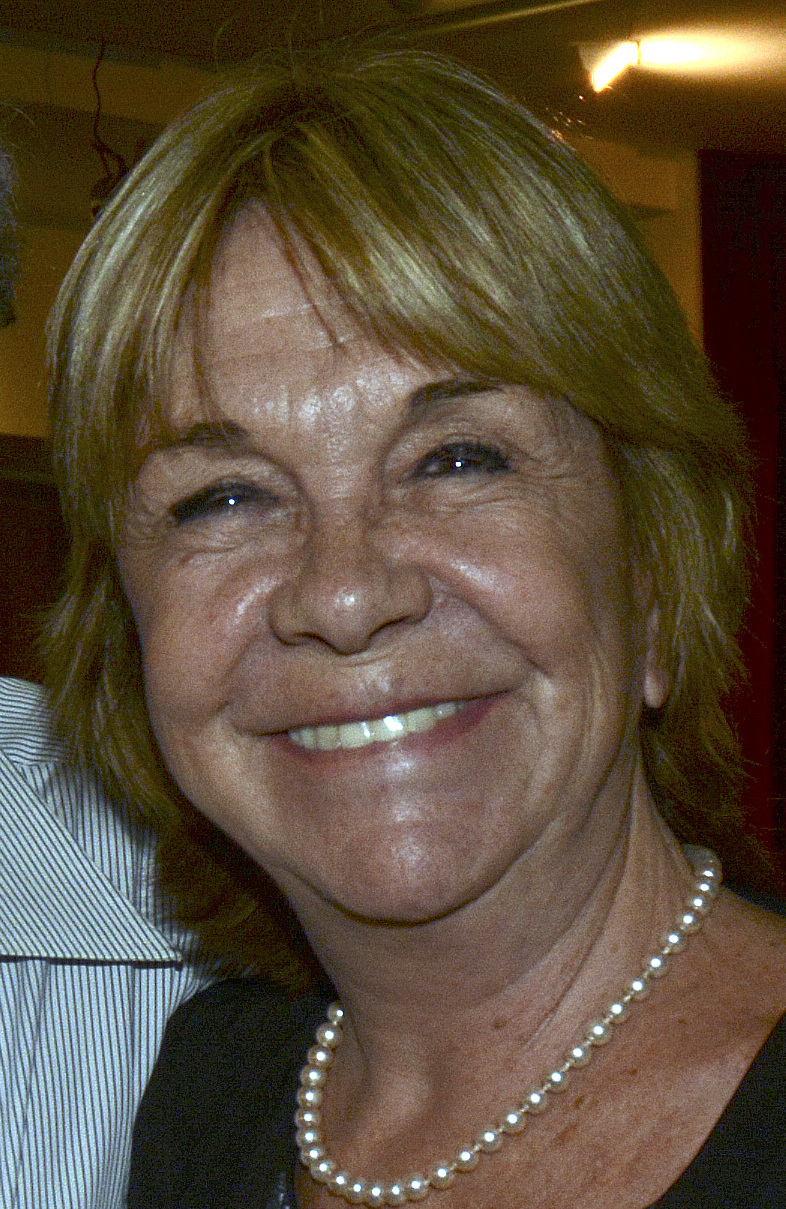
Virginia Lago (2016)

Virginia Lago (geboren am 22. Mai 1946 in San Martin, Argentinien) ist eine argentinische Schauspielerin und Moderatorin.

## Leben
Sie ist die Cousine von Zully Moreno, einer bekannten Schauspielerin der 1940er und 1950er Jahre. Mit 17 Jahren gelang ihr der Durchbruch mit einer Rolle im Theaterstück Pygmalion. In ihrer Laufbahn trat sie in 50 Theaterstücken, 30 Fernsehauftritten und 30 Filmen auf. Lago spielte die Hauptrolle im Theaterstück La Panadera de los Poetas, die Regisseurin war ihre Tochter Mariana Gióvine. Einige der Filme, in denen sie mitwirkte, wurden von bekannten Regisseuren des argentinischen Kinos gedreht, darunter die Filme La Patota, Alias Gardelito, Los Inconstantes und La Raulito.

## Auszeichnungen
- 1984: Estrella de Mar (beste Schauspielerin)
- 1984: Prensario (beste Schauspielerin)
- 1991: Premio Konex[3]
- 2013: Martin Fierro für beste Moderatorin der Sendung Cine Telefé de Tarde[4]
- 2011–2012: Premio Estrellas de Mar für ihre Leistung im Theaterstück Vivir en vos[5]
- 2013: Premios Santa Clara de Asís: Premio Trayectoria[6]

## Filmografie
- 1960: La patota
- 1960: Masterworks of Terror (Fernsehserie, 1 Folge)
- 1960: Héroes de hoy
- 1961: Alias Big Shot (nicht ausgestrahlt)
- 1961: La familia Falcón (Fernsehserie, 15 Folgen)
- 1962: The Terrorist
- 1962: Los inconstantes
- 1964: El amor tiene cara de mujer (Fernsehserie, 18 Folgen)
- 1964: La sentencia
- 1964: Tres historias fantásticas
- 1964: Un sueño y nada más
- 1965: Teleteatro de las estrellas (Fernsehserie, 1 Folge)
- 1965: Los hermanos (Fernsehserie, 19 Folgen)
- 1966: El teatro de Alfredo Alcón (Fernsehserie)
- 1966: Voy a hablar de la esperanza
- 1966: La gran felicidad
- 1967: ¡Al diablo con este cura!
- 1967: El loro de la soledad
- 1968: Maternidad sin hombres
- 1968: La violencia
- 1969: El cantor enamorado
- 1971: Jueves sorpresa (Fernsehserie, 1 Folge)
- 1971: Let’s Play in the World
- 1971–1972: Ciclo de teatro argentino (Fernsehserie, 5 Folgen)
- 1972–1995: Alta comedia (Fernsehserie, 9 Folgen)
- 1973: Platea 7 (Fernsehserie, 2 Folgen)
- 1973: Lo mejor de nuestra vida... nuestros hijos (Fernsehserie, 16 Folgen)
- 1973: Tiempo de jugar (Kurzfilm)
- 1974: Narciso Ibáñez Serrador presenta a Narciso Ibáñez Menta (1 Folge)
- 1974: Los bulbos (Mini-Fernsehserie, 3 Folgen)
- 1974: La casa, el teatro y usted (Fernsehserie, 3 Folgen)
- 1974: El teatro de Jorge Salcedo (Fernsehserie, 1 Folge)
- 1974: Muñequitas de medianoche
- 1975: Little Raoul
- 1975: El buho
- 1976: l amor tiene cara de mujer (Fernsehserie, 17 Folgen)
- 1981: Veladas de gala (Fernsehserie, 1 Folge)
- 1982: Silencio de amor (Fernsehserie, 19 Folgen)
- 1981–1982: Los especiales de ATC (Fernsehserie, 2 Folgen)
- 1981–1982: Las 24 horas (Fernsehserie, 5 Folgen)
- 1987: Prontuario de un argentino
- 1988: Bajo otro sol
- 1990: La bonita página
- 1991: Cosecharás tu siembra (Fernsehserie, 31 Folgen)
- 1994: Blanca (Kurzfilm)
- 1994: Beyond the Horizon (Fernsehserie, 3 Folgen)
- 1994–1995: Alta comedia (Fernsehserie, 5 Folgen)
- 1995: Pictures of the Soul
- 1995–1996: Little Women Forever (Fernsehserie, 362 Folgen)
- 1996: The Cheat
- 1997: Los herederos del poder (Fernsehserie, 48 Folgen)
- 2000: Los días de la vida
- 2001: Las amantes (Fernsehserie, 19 Folgen)
- 2001: La rosa azul
- 2004: Hermanos (Kurzfilm)
- 2005: El fuego y el soñador
- 2005: Killer Women (Fernsehserie, 1 Folge)
- 2006: Montecristo (Fernsehserie, 7 Folgen)
- 2007–2008: Mujeres de nadie (Fernsehserie, 196 Folgen)
- 2010: Cain y Abel (Fernsehserie, 48 Folgen)
- 2011: Decisiones de vida (Miniserie, 2 Folgen)
- 2013: Historias de corazón (Miniserie, 10 Folgen)
- 2015: Me doy cuenta...
- 2017: Love After Loving (Fernsehserie, 70 Folgen)

## Hörspiele (Auswahl)
- 1986: Secretos en el Monte Olvidado (Hörspiel)